# Джаббуль (озеро)
Джаббуль (араб. سبخة الجبول) — велике мілководне соляне озеро, звичайно сезонне, що лежить за 30 км на південний схід від міста Алеппо, Сирія. Є найбільшим природним озером Сирії та другим за розміром після водосховища Ель-А́сад. У 2009 році водойма покривала приблизно 100 км² та залишалася відносно стабільною. Соляна рівнина, що утворюється після пересихання, досить широка й помітна з космосу. На знімку NASA (див. картку), зробленого 5 вересня 2002 року, видно, що озеро майже пересохло, залишивши після себе білий слід. Озеро — місце гніздування птахів, зокрема фламінго.
Сьогодні озеро перебуває в безстічній області, проте в епоху плейстоцену басейн озера утворював притоку річки Євфрат. Джаббуль, як правило, наповнюється водою весною. Улітку та восени рівень води знижується.

## Використання
Басейн озера використовують для туризму, полювання на водоплавних птахів. Довколишні степи служать пасовиськом для домашньої худоби. На озері також добувають сіль. Джаббуль — найбільше джерело солі в Сирії.